# Сан-Николау (остров)
Сан-Николау (порт. São Nicolau) — остров в северной части Кабо-Верде.

## География
Протяжённость острова — 50 км в длину и 25 км в ширину, площадь — около 388 км².
В далёком прошлом здесь наблюдалась мощная вулканическая активность, что придало острову гористый рельеф. Высочайшая точка острова 1304 м — гора Монте-Горду (порт. Monte Gordo). Горные массивы чередуются широкими равнинами, благоприятными для развития сельского хозяйства.

## История
Заселение острова началось в XVII веке. Остров Сан-Николау богат источниками пресной воды, поэтому здесь развиты земледелие и скотоводство.
В течение многих лет остров был культурной столицей архипелага и литературной колыбелью Кабо-Верде. Здесь в 1936 году зародилось собственное литературное течение «Кларидаде», участниками которого были писатели Балтазар и Мануэл Лопеш, Жоржи Барбоза и другие.

## Административное деление
| Остров      | Муниципалитет           | Община                   |
| ----------- | ----------------------- | ------------------------ |
| Сан-Николау | Рибейра-Брава           | Носса-Сеньора-да-Лапа    |
| Сан-Николау | Рибейра-Брава           | Носса-Сеньора-ду-Розариу |
| Сан-Николау | Таррафал-де-Сан-Николау | Сан-Франциско            |

## Достопримечательности
Среди достопримечательностей острова имеется скала под названием «Rotcha Scribida» (Ротча Скрибида). На ней можно увидеть древние письмена, содержание которых до сих пор не расшифровано. Существует поверие, что эти надписи оставлены людьми, посетившими остров до того как он был открыт португальскими моряками. В настоящее время надписи находятся в достаточно плохом состоянии, потому что никак не защищены от внешних воздействий. Данная скала фигурирует в одноимённой песне уроженца острова Амандио Кабраль (Amandio Cabral), известной в исполнении Сезариа Эвора, а также Захара Мая.